# Patricia Kalember
Patricia Kathryn Kalember (* 30. Dezember 1956 in Schenectady, New York) ist eine US-amerikanische Schauspielerin. Sie wurde ab 1991 durch ihre Rolle als Georgie in der Fernsehserie Ein Strauß Töchter (Sisters) bekannt.

## Leben
Patricia Kalember wurde als Tochter von Vivian Daisy und Robert James Kalember im US-Bundesstaat New York geboren. Sie wuchs in Westport, Connecticut und  Louisville, Kentucky auf. Nachdem ihre Theaterlehrerin ihr empfohlen hatte, eine Schauspielschule zu besuchen, bewarb sie sich an der Indiana University Bloomington und der Temple University, wo sie anschließend ihre Ausbildung absolvierte. Nachdem sie sich nach drei Jahren Ehe 1983 von ihrem Mann Mark Torres getrennt hat, lebt sie heute mit ihrem zweiten Ehemann Daniel Gerrol, den sie 1986 heiratete, in New York City. Zusammen haben sie drei Kinder: Benjamin, Rebecca und Tobias.
Nach ihrer Schauspielausbildung kehrte sie nach New York City zurück, wo sie in vielen Theaterstücken mitspielte. 1985 verkörperte sie Marcia in der Kinoadapation von Stephen Kings Katzenauge. Danach spielte sie 1986 bis 1996 in zahlreichen Fernsehserien mit: Kay O’Brien, Thirtysomething und Sisters, mit der ihr der Durchbruch gelang. Daraufhin spielte sie in mehreren Kinofilmen mit, bis sie 2002 in M. Night Shyamalans Science-Fiction-Thriller Signs – Zeichen die Frau des Pfarrers verkörperte, die an einem tragischen Autounfall stirbt. Von 2001 bis 2008 war sie in der Fernsehserie Law & Order: Special Victims Unit zu sehen.
2011 hatte sie einen Auftritt in dem Film Ohne Limit, ein Jahr später war sie neben Annette Bening in Girl Most Likely zu sehen.

## Filmografie (Auswahl)
- 1985: Katzenauge (Cat’s Eye)
- 1986: Kay O’Brien (Fernsehserie, 13 Folgen)
- 1987–1991: Thirtysomething (Fernsehserie, 10 Folgen)
- 1989: Fletch – Der Tausendsassa (Fletch Lives)
- 1990: Jacob’s Ladder – In der Gewalt des Jenseits (Jacob’s Ladder)
- 1991–1996: Ein Strauß Töchter (Sisters, Fernsehserie, 110 Folgen)
- 1993: Die Spur des Windes – Das letzte große Abenteuer (A Far Off Place)
- 1996: Verschollen in der weißen Hölle (Angel Flight Down)
- 1999: Final Speed – Stoppt den Todeszug! (Final Run)
- 2000: A Time For Dancing
- 2001–2008: Law & Order: Special Victims Unit (Fernsehserie, 8 Folgen)
- 2002: Signs – Zeichen (Signs)
- 2004: Fatal Lessons (Fatal Lessons: The Good Teacher)
- 2007: Das Mädchen im Park (The Girl in the Park)
- 2010: Rabbit Hole
- 2010: Company Men (The Company Men)
- 2011: Ohne Limit (Limitless)
- 2012: Girl Most Likely
- 2013–2018: Orange Is the New Black (Fernsehserie, 4 Folgen)
- 2015: Run All Night
- 2015–2020: Power (Fernsehserie, 15 Folgen)
- 2017–2019: The Tick (Fernsehserie, 11 Folgen)
- 2019: Elementary (Fernsehserie, Folge 7x10)